# Куян Володимир Григорович
Володимир Григорович Куян (12 липня 1926, Переселення, Кагарлицький район — 5 травня 2025, Житомир) — український науковець-агроном, доктор сільськогосподарських наук (1983), професор (1985).

## Із життєпису
У 1958 році закінчив Уманський сільськогосподарський інститут. У 1958—60 роках працював у Вишняківському технікумі плодоовочівництва, у 1961—63 роках — в Українському науково-дослідному інституті садівництва, на Мліївській (1963—65) та Придністровській (1965—66) дослідних станціях садівництва.
З 1966 року — в Поліському національному університеті: проректор з наукової роботи (1983—88), завідувач катедри рослинництва (1984—91 та з 2006), професор катедри рослинництва (1992—2006).
Лавреат Премії імені Л. Симиренка Академії наук Української РСР (1987). Наукові дослідження: фізіологічно-біохімічні зміни в процесі метаболізму у яблуні внаслідок дії прийомів інтенсивних технологій. Розробив інтенсивні технології вирощування яблуні в умовах Полісся і західного Лісостепу України, ягідних культур.

## Основні праці
- Агротехніка ягідних культур. Ужгород, 1969;
- Інтенсивне плодівництво Полісся УРСР. Київ, 1974;
- Плодівництво: Практикум. Київ, 1985;
- Рекомендации по прогрессивной технологии выращивания интенсивных садов. Житомир, 1988;
- Плодівництво. Київ, 1998;
- Спеціальне плодівництво: Підручник Київ, 2004;
- Технології та технологічні проекти вирощування основних сільськогосподарських культур: Навчальний посібник Житомир, 2007 (співавт.)[1].